# 크로아티아-슬라보니아 왕국
크로아티아-슬라보니아 왕국(크로아티아어: Kraljevina Hrvatska i Slavonija 크랄리예비나 흐르바츠카 슬라보니야, 헝가리어: Horvát-Szlavón Királyság 호르바트 슬러본 키랄리샤그[*], 독일어: Königreich Kroatien und Slawonien 쾨니그라이흐 크로아티엔 운드 슬라보니엔[*])은 1868년부터 1918년까지 존재했던 왕국으로 오스트리아-헝가리 제국에 존재했던 구성국 가운데 하나이다.
1868년 크로아티아 왕국과 슬라보니아 왕국이 크로아티아-헝가리 타협을 통해 수립한 단일 왕국이었으며 오스트리아-헝가리 제국의 헝가리령인 성 이슈트반 왕관령의 일원으로 있었다. 1918년 슬로베니아인 크로아티아인 세르비아인국이 독립하면서 소멸되었다.